# تحرير زمورة
تحرير زمورة من أشهر المعارك التي خاضها سيدي لزرق بلحاج أمام قوات العدو الفرنسي والتي أسفرت لترك الفرقة العسكرية المدينة للمقاومين وجرت أحداثها في 12-13-14 ماي، من عام 1864 م بمدينة زمورة جنوب مدينة غليزان .

## تاريخ
وذلك بعد شن حرب ضد الحامية العسكرية المتواجدة بالمدينة ونظرا للصدى الرهيب لقائد المقاومة فإن المعمرين المدين فروا منذ إندلاع الثورة  لمدينة غليزان لتأمين حياتهم والإبتعاد عن الخطر قد الإمكان.
ففي 16 ماي 1864 خاض سيدي لزرق بلحاج معركة أخرى أمام العقيد لاباسي الذي لم يستطع الإستلاء على زمورة إلا  بنجدة طارئة من فرقة المشاة رقم 67 لكن قوات الثوار تركت المدينة أطلال وخراب نظرا لضراوة المعركة واستشهد منهم 5 والفرنسيين واحد.